# خالد الصاعدي
خالد ناير الصاعدي (مواليد 28 أبريل 1996) هو لاعب كرة قدم سعودي يلعب في نادي الإعتماد.
كانت بداياته مع نادي الأنصار وانتقل إلى نادي الخلود في صيف 2018 وعاد إلى نادي الأنصار في صيف 2019 و لعب بعدها مع نادي اللواء ونادي الكوكب ونادي الإعتماد.